# Helene Egelund
Helene Egelund, född 16 februari 1965, är en dansk skådespelare.
Egelund har dansk-svenska rötter och filmdebuterade i huvudrollen som den unga Annika i filmen 1939 från 1989. Hon har därefter medverkat i flera danska och svenska filmer och läst in ett stort antal ljudböcker.

## Filmografi (urval)
- 1989 – 1939
- 1991 – Den stora badardagen
- 1993 – Svart höst
- 1993 – Taxi till Portugal
- 1994 – Flickan med de gröna ögonen
- 1994 – Min fynske barndom
- 1997 – Barbara
- 1998 – Dolly & Dolly
- 2007 – Brottet (TV-serie)
- 2009 – Zoomerne